# Zeki Demirkubuz
Zeki Demirkubuz (* 1. Oktober 1964 in Isparta, Türkei) ist ein türkischer Regisseur, Drehbuchautor und Filmproduzent.

## Leben
Nach dem Besuch der Schule in Gönen zog Zeki Demirkubuzer nach Istanbul. Nach einem Semester an einer Hochschule in Istanbul gab er das Studium auf und begann, in Werkhallen zu arbeiten. Nach dem Militärputsch 1980 wurde er für drei Jahre inhaftiert und gefoltert. Er begann sich in dieser Zeit für Literatur zu interessieren und entdeckte Dostojewski. Nach seiner Freilassung war er in verschiedenen Städten Anatoliens als Straßenhändler tätig. Seine Verpflichtung zum Militärdienst wollte er so weit wie möglich hinausschieben und beschloss daher, zur Schule zurückzukehren. Er besuchte die Abendschule und gelangte so zur Istanbul Universität Fakultät für Kommunikation.
Zur Filmbranche kam Zeki Demirkubuz, indem er dem Regisseur Zeki Ökten assistierte. Bis er 1994 seinen ersten Hauptfilm C Blok („Block C“) gedreht hatte, assistierte er noch bei weiteren Regisseuren. Nach dem Film C Blok arbeitete Demirkubuz als unabhängiger Regisseur weiter und schrieb seine eigenen Drehbücher. Internationale Kritiker und ein breites Publikum haben Demirkubuz durch seinen zweiten Film Masumiyet („Unschuld“) – beim Filmfestival Venedig kennengelernt. Der dritte Film, Ücüncü Sayfa („Dritte Seite“) von Demirkubuz wurde in mehreren Filmfestivals sowohl in der Türkei als auch in Locarno, im Internationalen Filmfestival Rotterdam (IFFR) und anderen gezeigt.
Zu dieser Zeit begann Zeki Demirkubuz, an seiner Trilogie Karanlık Üzerine Öyküler („Geschichten über die Dunkelheit“) zu arbeiten. Die ersten beiden Filme dieser Trilogie, Yazgi („Schicksal“) und Itiraf („Geständnis“) wurden 2002 im Filmfestival Cannes im Abschnitt Un Certain Regard gezeigt. In dem dritten Film der Trilogie – Bekleme Odasi („Wartezimmer“) – war Zeki Demirkubuz die Hauptfigur seines eigenen Filmes. 2006 drehte er Kader („Bestimmung“), ein Prequerel des Filmes Masumiyet („Unschuld“), und gewann beim Antalya Film Festival 2006 in der Kategorie „Bester Film“. 2009 erschien sein Film Kiskanmak („Beneiden“). Es folgten 2012 Yeralti („Unterirdisch“), 2015 Bulanti („Übelkeit“) und 2016 Kor („Glut“).

## Filmografie
- 1994: C Blok (Block C) / 1995 Verein der Filmkritiker (Bester Regisseur und bester Spielfilm)
- 1995: Ayri dünyalar (Fernsehserie)
- 1997: Masumiyet (Unschuld) / 34. Antalya Film Festival (Avni Tolunay öffentlicher Jurypreis)
- 1999: Üçüncü sayfa (Dritte Seite) / 36. Antalya Film Festival (Behlül Dal Sonderpreis der Jury, Bestes Drehbuch)
- 2001: Yazgi (Bestimmung) / 38. Antalya Film Festival ( Drittbester Spielfilm, bester Regisseur )
- 2001: Itiraf (Geständnis) / 13. Ankara Film Festival ( Bester Regisseur, Mahmut Tali Öngören Sonderpreis )
- 2004: Bekleme Odasi (Wartezimmer) / 40. Antalya Film Festival ( Behlül Dal Sonderpreis der Jury ) / 23. International Istanbul Film Festival ( Bester türkischer Regisseur )
- 2006: Kader (Schicksal) / 42. Antalya Film Festival ( Bester Spielfilm ) / 12. Filmfestival Türkei/Deutschland ( Bester Spielfilm ) / 25. International Istanbul Film Festival ( FIPRESCI-Preis, Bester Regisseur) / 18. Ankara Film Festival (Bester Regisseur)
- 2009: Kıskanmak (eifersüchtig sein) / 46. Antalya Film Festival ( Beste Darstellerin )
- 2012: Yeralti (Unterirdisch) / Dubai International Film Festival ( Bester Spielfilm, Bester Darsteller )
- 2015: Bulanti (Übelkeit) /
- 2016: Kor (Glut)[2] /
- 2023: Hayat (Leben)